# 有楽町 (所沢市)
有楽町（ゆうらくちょう）は、埼玉県所沢市にある町名である。単独町名で丁目の設定は無い。郵便番号は、359-1117。

## 地理
所沢市内の中央部、所沢地区に所属する。
西武新宿線/西武池袋線･所沢駅と同新宿線･航空公園駅の中間に位置し、近隣の北有楽町、御幸町、寿町、元町、宮本町と隣接する。
町境北側には国道463号が東西に通過し、南側に東川が流れている。地内には江戸・明治期創業の老舗商家なども点在している。

### 河川
- 東川 - 橋梁：（上流側より）・琴平橋 ・境橋 ・三浦橋 ・井筒橋

### 地価
住宅地の地価は、2015年（平成27年）1月1日の公示地価によれば、有楽町11-15の地点で20万円/m2となっている。

## 歴史
- 1968年（昭和43年）8月1日 - 住居表示実施により、大字所沢の一部から有楽町が成立する[5]。

### 地名の由来
江戸時代頃の当地の界隈は浦町（うらまち）と呼ばれた。
1912年（大正元年）11月17日、所沢飛行場への大正天皇の行幸を記念して、近隣の御幸町・寿町・宮本町と共に、縁起の良い名称に改称された。

## 世帯数と人口
2017年（平成29年）9月30日現在の世帯数と人口は以下の通りである。
| 町丁   | 世帯数  | 人口    |
| ------ | ------- | ------- |
| 有楽町 | 555世帯 | 1,045人 |

## 交通

### 鉄道
最寄駅は、北部は航空公園駅、南部は所沢駅。

### 道路
- 国道463号

交差点
- 曽根の坂
- 明峰小学校入口

バス
町域内にバス停は無く、最寄の停留所は近隣の「銀座三丁目」（寿町）ほか

## 施設
公共
- 有楽町公民館

寺社
- 八雲神社
- 薬王寺 - 元臨済宗、現曹洞宗の寺院。本尊は薬師如来。
  - 境内に「新田義宗終焉之地」の石碑が建立されている。
  - 当寺に伝わる高麗版大智度論（活字本全100巻50冊）は、所沢市指定文化財に指定されている[8]。
  - 1873年（明治6年）には、所沢小学校が仮校舎として境内に創立された。また、1933年（昭和8年）までは所沢町役場も境内に所在した[9]。

商業
- 深井醤油 - 1856年（安政3年）創業の老舗醤油蔵
- 割烹三好 - 1882年（明治15年）創業の旧称「西洋料理 三好軒[* 3]」
- 旧日刊新民報社広報センター
- 所沢住宅公園

## 小・中学校の学区
市立小・中学校に通う場合の学区（校区）は以下の通り
| 町丁   | 番・番地 | 小学校                         | 中学校                         |
| ------ | -------- | ------------------------------ | ------------------------------ |
| 有楽町 | 全域     | 所沢市立明峰小学校（北有楽町） | 所沢市立所沢中学校（けやき台） |